# 3 Galya Tymotheeva St.
Le 3 Galya Tymotheeva St. (вул. Галі Тимофєєвої, 3) est un gratte-ciel résidentiel de 110 mètres de hauteur construit à Kiev en Ukraine de 2000 à 2003.
Il abrite 121 logements sur 29 étages, pour une superficie de plancher de 26 250 m².
C'est l'un des premiers gratte-ciel construit à Kiev depuis l'indépendance du pays en 1991.